# New Forms
Az 1997-es New Forms a Roni Size/Reprazent formáció debütáló nagylemeze. A dupla CD-s album 1997-ben megnyerte a Mercury Music Prize-t és gyakran az előadók magnum opusaként emlegetik. Az Egyesült Királyságban az első CD-t magában adták ki és két hanglemezes kiadás is létezik. A leggyakoribb a 4 LP-s változat. Az 5 LP-s változat a második CD anyagából áll, minden egyes dal egy teljes oldalt foglal el.
2008-ban az albumot újra rögzítették New Forms² címmel.
Az album szerepel az 1001 lemez, amit hallanod kell, mielőtt meghalsz című könyvben.

## Az album dalai
| 1.  | Railing                         | Roni Size, Dominic Smith              | 2:05 |
| 2.  | Brown Paper Bag                 | Size                                  | 9:03 |
| 3.  | New Forms                       | Size, Bahamadia, Suv                  | 7:45 |
| 4.  | Lets Get It On                  | Size                                  | 6:57 |
| 5.  | Digital                         | Size, Onallee                         | 9:05 |
| 6.  | Matter of Fact                  | Size                                  | 4:05 |
| 7.  | Mad Cat                         | Size                                  | 4:56 |
| 8.  | Heroes                          | Size, Onallee                         | 6:35 |
| 9.  | Share the Fall (full vocal mix) | Size, Onallee, Die, Krust             | 6:13 |
| 10. | Watching Windows                | Size, Onallee                         | 5:33 |
| 11. | Beatbox                         | Size, Suv                             | 1:09 |
| 12. | Morse Code                      | Size                                  | 6:58 |
| 13. | Destination                     | Size, Onallee, Ben Watt, Tracey Thorn | 8:12 |

| 1.  | Intro                           | Size                      | 0:54 |
| 2.  | Hi-Potent                       | Size                      | 6:53 |
| 3.  | Trust Me                        | Size                      | 6:26 |
| 4.  | Change My Life                  | Size                      | 8:27 |
| 5.  | Share The Fall                  | Size, Onallee, Die, Krust | 6:26 |
| 6.  | Down                            | Size, Die                 | 6:51 |
| 7.  | Jazz                            | Size, Suv                 | 6:04 |
| 8.  | Hot Stuff                       | Size, Krust               | 6:32 |
| 9.  | Ballet Dance                    | Size, Die                 | 6:41 |
| 10. | Electricks (amerikai bónuszdal) | Size                      | 6:17 |

## Fordítás
Ez a szócikk részben vagy egészben a New Forms című angol Wikipédia-szócikk ezen változatának fordításán alapul.  Az eredeti cikk szerkesztőit annak laptörténete sorolja fel. Ez a jelzés csupán a megfogalmazás eredetét és a szerzői jogokat jelzi, nem szolgál a cikkben szereplő információk forrásmegjelöléseként.